# Ariane de Phrygie
Ariane de Phrygie (en grec médiéval : Αριάδνη / Ariadni), aussi appelée Marie de Phrygie, est une sainte et martyre chrétienne du IIe siècle qui aurait vécu sous l'empereur Hadrien (117-138).  
Sa vie, datée du IVe siècle est marquée par des anecdotes légendaires et est généralement considérée comme inventée ; elle serait ainsi morte soit en se jetant d'une falaise pour échapper à ses persécuteurs, soit leur aurait échappé en étant dissimulée dans un rocher miraculeux. 
Sa mémoire est commémorée le 18 septembre dans l'Église catholique et dans l'Église orthodoxe, avec le titre de martyre.

## Sources
Sa Vita est donnée par un texte composé au IVe siècle mais disponible uniquement dans un simple manuscrit du IXe siècle. Il est admis par la recherche historique que la vie comporte une majorité d'éléments douteux et inventés, bien qu'elle puisse tout de même être « d'un intérêt potentiel significatif pour l'historien de la vie civique dans l'Anatolie romaine tardive ». Le texte inclut de manière surprenante une paraphrase d'une inscription honorifique grecque du IIe siècle.

## Biographie
Selon les récits hagiographiques la concernant, Ariane aurait été une esclave vivant en Phrygie,. Elle aurait été esclave d'un certain Tertulus, qui aurait été le gouverneur de la ville de Prymnessos où elle se serait trouvée alors. 
Elle aurait refusé de « sacrifier aux idoles » après la demande de son maître qui aurait appris sa confession. Selon d'autres récits, elle aurait refusé de l'accompagner au temple pour l'anniversaire de son fils, ce qui l'aurait persuadé de la persécuter. À la suite de cela, Ariane de Phrygie aurait été torturée, notamment par flagellation. Elle serait morte plus tard, soit en se jetant d'une falaise pour échapper à ses persécuteurs, soit leur aurait échappé en étant dissimulée dans un rocher miraculeux, protégée par des anges.

## Célébration
Elle est commémorée le 18 septembre dans l'Église catholique et dans l'Église orthodoxe,.